# ミスター・ベイツvsポストオフィス
『ミスター・ベイツvsポストオフィス』（原題：Mr Bates vs The Post Office）は計4話からなる英国ITVで2024年1月に放送されたドラマである。脚本はグウィネズ・ヒューズ、監督はジェームズ・ストロング、主演はトビー・ジョーンズである。本作は、コンピューター・システムのホライズンの誤作動のために、窃盗・不正経理・詐欺の罪を着せられた何百人もの郵便局長に対する冤罪事件である英国郵便局スキャンダルを描いたものである。本作は2024年1月1日から4日にわたって連続放送がおこなわれた。本作の原題は元郵便局長アラン・ベイツらが起こした裁判から名付けられている。日本ではミステリーチャンネルにて2024年6月に放送された。

## 梗概
コンピューター・システムのホライズンの誤作動で郵便局で残高不足が発生しているかのように表示され、英国中の多くの郵便局長らが、詐欺・窃盗・不正経理などの罪で訴追された。2009年にこうした郵便局の一人のアラン・ベイツが〈郵便局長組合に正義を（Justice for Subpostmasters Alliance）〉を結成した。一連の刑事訴追と有罪判決は冤罪だったとして2019年の判決文「Bates v Post Office Ltd (No 3)」に記された。

## 出演
| 名前                               | 俳優               | 吹替声優           | 備考                                   |
| 郵便局長とその家族                 | 郵便局長とその家族 | 郵便局長とその家族 | 郵便局長とその家族                     |
| ---------------------------------- | ------------------ | ------------------ | -------------------------------------- |
| アラン・ベイツ                     | トビー・ジョーンズ |                    | クライギドンの郵便局長                 |
| スザンヌ・サーコム                 | Julie Hesmondhalgh |                    | アランの妻                             |
| ジョー・ハミルトン                 | Monica Dolan       |                    | サウス・ウォーンバラの郵便局長         |
| デイヴィッド・ハミルトン           | Conor Mullen       |                    | ジョーの夫                             |
| ミン・ハワード                     | Susan Brown        |                    | ジョーの母                             |
| リー・カースルトン                 | Will Mellor        |                    | ブリドリントンの郵便局長               |
| リサ・カースルトン                 | Amy Nuttall        |                    | リーの妻                               |
| ミリー＝ジョー・カースルトン       | Matilda Firth      |                    | リーとリサの娘                         |
| キャメロン・カースルトン           | Tom Firth          |                    | リーとリサの息子                       |
| ノエル・トーマス                   | Ifan Huw Dafydd    |                    | アングルジーの郵便局長                 |
| サマン・“サム”・コー               | Krupa Pattani      |                    | ウォルソールの郵便局長                 |
| ジャズガン・“ジャズ”・シン         | Amit Shah          |                    | サムの夫                               |
| マーティン・グリフィス             | Colin Tierney      |                    | エルズミア・ポートの郵便局長           |
| ジーナ・グリフィス                 | Clare Calbraith    |                    | マーティンの妻                         |
| パム・スタブス                     | Lesley Nicol       |                    | 元郵便局長                             |
| ムハンマド・サビール               | Asif Khan          |                    | 元郵便局長                             |
| 支援者                             |                    |                    |                                        |
| イシー・ホッグ                     | Amy Cudden         |                    | サウス・ウォーンバラの弁護士           |
| ジェームズ・アーバスノット         | Alex Jennings      |                    | 北東ハンプシャー選出の下院議員         |
| マイケル・ラドキン                 | Shaun Dooley       |                    | 郵便局長連盟の元役員                   |
| ケイ・リネル                       | Isobel Middleton   |                    | 法定会計学者                           |
| レベッカ・トムソン                 | Matilda Bailes     |                    | 『コンピュータ・ウィークリー』紙の記者 |
| ジェームズ・ハートリー             | John Hollingworth  |                    | 事務弁護士                             |
| パトリック・グリーン               | Adam James         |                    | 勅選弁護士                             |
| リチャード・ロール                 | Mark Arends        |                    | 富士通の社員                           |
| ポスト・オフィス・リミテッド関係者 |                    |                    |                                        |
| ポーラ・ヴェネルズ                 | Lia Williams       |                    | 会長                                   |
| アンジェラ・ヴォン・デン・ボガード | Katherine Kelly    |                    | 通信網の責任者                         |
| ボブ・ラザフォード                 | Ian Hart           |                    | 調査官                                 |
| スーザン・クリッチトン             | Caroline Gruber    |                    | 社員                                   |
| スチュアート・ウェントワース       | Andrew Havill      |                    | 勅選弁護士                             |

## 各話リスト
| 通算 話数 | タイトル    | 監督                   | 脚本                 | 放送日       | 放送日       | 7日間視聴者数 （百万人） |
| --- | ----------- | ---------------------- | -------------------- | ------------ | ------------ | ------------------------ |
| 1 | "Episode 1" | ジェームズ・ストロング | グウィネズ・ヒューズ | 2024年1月1日 | 2024年6月2日 | 9.20                     |
| 英国の様々な箇所の郵便局で、局の実際の残高がコンピュータ〈ホライズン〉上の残高より少ないという事態が発生した。多くの郵便局長がその職を追われ評判を失い、中には投獄されるものまで発生した。スランディドノで同じく郵便局長の職を追われたアラン・ベイツは単独で調査を開始し、同じような境遇の局長を探し始める。 |             |                        |                      |              |              |                          |
| 2 | "Episode 2" | ジェームズ・ストロング | グウィネズ・ヒューズ | 2024年1月2日 | 2024年6月2日 | 9.48                     |
| ハンプシャー選出のアーバスノット下院議員がジョーの元を訪れ、支援運動を始める。この結果郵便当局は調査官を元郵便局長の元へ派遣する。そうした中でも元郵便局長に対する裁判は進行していた。 |             |                        |                      |              |              |                          |
| 3 | "Episode 3" | ジェームズ・ストロング | グウィネズ・ヒューズ | 2024年1月3日 | 2024年6月2日 | 9.99                     |
| 当局による調査が進む中、郵便局強盗事件が発生。それをきっかけに当該郵便局の会計のズレが判明し、取り調べが行われているさなか郵便局長が自殺をしてしまう。そうした中、国会議員や郵便当局関係者を交えた公聴会も開かれる。その直後には当局の調査官も罷免され証拠も処分される。                                     |             |                        |                      |              |              |                          |
| 4 | "Episode 4" | ジェームズ・ストロング | グウィネズ・ヒューズ | 2024年1月4日 | 2024年6月2日 | 10.31                    |
| 弁護士の協力の下、真実を追及するため何人かの元郵便局長達が法廷に立つこととなった。その中で残高の数値を富士通経由で操作可能なことが明らかとなるが、予想外の問題が発生する。 |             |                        |                      |              |              |                          |

| 通算 話数 | タイトル                                                                                         | 監督               | 放送日       | 放送日        | 7日間視聴者数 （百万人） |
| --- | ------------------------------------------------------------------------------------------------ | ------------------ | ------------ | ------------- | ------------------------ |
| - | "Mr Bates vs the Post Office - The Real Story" "闘い続けた郵便局長たち 英国史上最大のえん罪事件" | クレア・リチャーズ | 2024年1月4日 | 2024年5月29日 | 3.79                     |
| ドラマの登場人物の本人（実在の人物）らのインタビューを元に、ドラマでも描かれた郵便局スキャンダルに迫るドキュメンタリー。 |                                                                                                  |                    |              |               |                          |

## 製作
グウィネズ・ヒューズによって書かれ、ジェームズ・ストロングによって監督された本作は、リトル・ジェムとITVスタジオのためにクリス・クラウが製作を行った。撮影は2023年5月に開始され、スランディドノ、コンウェイやサリーのタッツフィールドでロケ撮影が行われた。議会委員会（Business and Trade Select Committeeの元メンバーであるナディム・ザハウィも本人役として短いながらも出演した。

## 音楽
エンディングにはBirdyの『People Help The People』が使われた。

## 放送

### 英国での放送
本作は2024年1月から4日にかけて英国ITVで放送され、即日英国内の配信サービスITVXでも配信が開始された。最終話のあとにはドキュメンタリー『Mr Bates vs the Post Office: The Real Story』も同局で放映された。

### 日本での放送
日本で本編が放送されるより前から、郵便局スキャンダルの報道の中で本作の予告編が使用されることがあった。
その後、2024年3月23日にミステリーチャンネルが同年6月に独占放送することが発表された。また、ドキュメンタリー『Mr Bates vs the Post Office: The Real Story』は『闘い続けた郵便局長たち 英国史上最大のえん罪事件』としてNHK BS1の「世界のドキュメンタリー」枠で2024年5月29日にミステリーチャンネルでのドラマ放映に先立って放送された。さらにミステリーチャンネルのオンデマンドサービスで6月4日から15日まで見逃し配信が行われた。
| 放送日             | 曜日     | 放送時間      | 放送局               | 形態                   | 備考         | 出典          |
| ------------------ | -------- | ------------- | -------------------- | ---------------------- | ------------ | ------------- |
| 2024年05月29日     | 水曜日   | 23:25 - 00:15 | NHK BS1              | ドキュメンタリー吹替版 | 初回放送     | [ 10 ]        |
| 2024年06月02日     | 日曜日   | 16:00 - 20:00 | ミステリーチャンネル | ドラマ字幕版           | 初回放送     | [ 19 ] [ 20 ] |
| 2024年08月15・22日 | 毎週木曜 | 20:00 - 22:00 | ミステリーチャンネル | ドラマ字幕版           | 二話連続放送 | [ 21 ]        |

#### ドラマ字幕版製作
- 翻訳：森澤海郎
- 製作：ハーフ エイチ・ピー スタジオ
- 配給：プランダス

#### 日本語版ドキュメンタリー製作
- 声の出演
  - 宮本淳
  - 上田ゆう子
  - 関口雄吾
  - 萩野晴朗
  - 所河ひとみ
  - 武田幸史
  - くわばらあきら

- スタッフ
  - 白石江里
  - 吉楽禄
- 制作統括
  - 奥津智子
  - 高橋妙季

## 評価
本作は批評家らに好意的に受け止められ、『タイムズ紙』、『デイリー・テレグラフ紙』、『ガーディアン紙』の批評家らは5点中4点の評価をなした。『イヴニング・スタンダード紙』のマーティン・ロビンソンは「カフカ的状況が演技によって徹底的に人間味を帯びている」と述べた。
本作によって、人々はこの不祥事に関心を持ち、結果的にポスト・オフィス・リミテッドの元CEOのポーラ・ヴェネルズにCBE（大英帝国勲章第三位：コマンダー）を剥奪要求が行われることとなった。この請願は120万もの署名を集めることとなった。ヴェネルズは2024年1月9日に「ただちにCBEを返納する」との声明を発したが、君主のみが叙勲やその無効化を行えるため公的な影響は直ちに発生しなかった。しかし、2024年2月23日にチャールズ国王は「英国の勲章制度の評判を貶めた」としてヴェネルズの勲章を剥奪した。
さらに本作の影響に寄って、報道ではトップニュース扱いとなり、翌日にはリシ・スナク首相が誤って有罪となった郵便局長たちの容疑を晴らすための新法案を発表し、「影響のあった人々の一部に対して新たに7万5千ポンドの前払金が」あるだろうと述べた。しかしながら、この新法案は不正行為を行ったとされるいかなる郵便局長は依然として訴追の対象にあるとしている。